# Bokorlakó nádiposzáta
A bokorlakó nádiposzáta (Acrocephalus concinens) a verébalakúak (Passeriformes) rendjébe, ezen belül a nádiposzátafélék (Acrocephalidae) családjába és az Acrocephalus nembe tartozó faj. 13-14 centiméter hosszú. Észak-Afganisztántól délnyugat-Kínáig, kelet-India és kelet-Kína területén költ, telelni Ázsia délnyugati részére vonul. A nedves, mocsaras területeket kedveli. Többnyire rovarokkal táplálkozik.

## Alfajai
- A. c. haringtoni (Witherby, 1920) – észak-Afganisztántól délnyugat-Kínáig költ, ismeretlen helyen telel;
- A. c. stevensi (Stuart Baker, 1922) – kelet-Indiában költ, egyes állományai télen dél-Nepáltól Bangladesig vándorolnak;
- A. c. concinens (Swinhoe, 1870) – kelet-Kína területén költ; télen Délkelet-Ázsia északi részére vonul.

## Fordítás
- Ez a szócikk részben vagy egészben  a   Blunt-winged warbler című angol Wikipédia-szócikk fordításán alapul.  Az eredeti cikk szerkesztőit annak laptörténete sorolja fel. Ez a jelzés csupán a megfogalmazás eredetét és a szerzői jogokat jelzi, nem szolgál a cikkben szereplő információk forrásmegjelöléseként.